# Veľký Horeš
Veľký Horeš, do roku 1948 Velký Gýreš (maďarsky Nagygéres nebo Nagy-Geres) je obec na jihovýchodním Slovensku v Košickém kraji v okrese Trebišov. Obec leží asi 7 kilometrů od města Kráľovský Chlmec a slovensko-maďarských hranic a asi 20 kilometrů od slovensko-maďarsko-ukrajinského trojmezí. Na území obce je chráněné ptačí území Medzibodrožie. Obyvatelstvo je z části maďarské národnosti. V obci je železniční stanice na trati Košice–Čop.

## Historie
Obec byla součástí Uherska, po uzavření Trianonské smlouvy se stala součástí Československa. V letech 1938 až 1945 (v důsledku první vídeňské arbitráže) byla obec připojena k Maďarsku. V letech 1945 až 1992 byla obec opět součástí Československa.

## Partnerské obce
- Nyírpazony, Maďarsko[6]